# 陳道暉
陳道暉（？—？），原名陳順天，號次州，河南南阳府内乡县人，明朝政治人物。

## 生平
天启七年（1627年）丁卯科河南乡试第十名举人，崇祯四年（1631年）辛未科进士。吏部观政，五年授寿光县知县，六年任山东乡试同考官，七年考满，八年任山东拔贡同考官，九年调用，降补镇江府知事，十二年升永平府推官，十三年升户部江西司主事，管理芜湖钞关，官至福建按察司副使兼参议。